# Yankton County
Yankton County ist ein County im Bundesstaat South Dakota der Vereinigten Staaten von Amerika. Das U.S. Census Bureau hat bei der Volkszählung 2020 eine Einwohnerzahl von 23.310 ermittelt.

## Geographie
Das County hat eine Fläche von 1379 Quadratkilometern; davon sind 29 Quadratkilometer (2,08 Prozent) Wasserflächen.

## Geschichte
Das County wurde am 10. April 1862 gegründet und nach dem Indianerstamm der Yankton benannt.

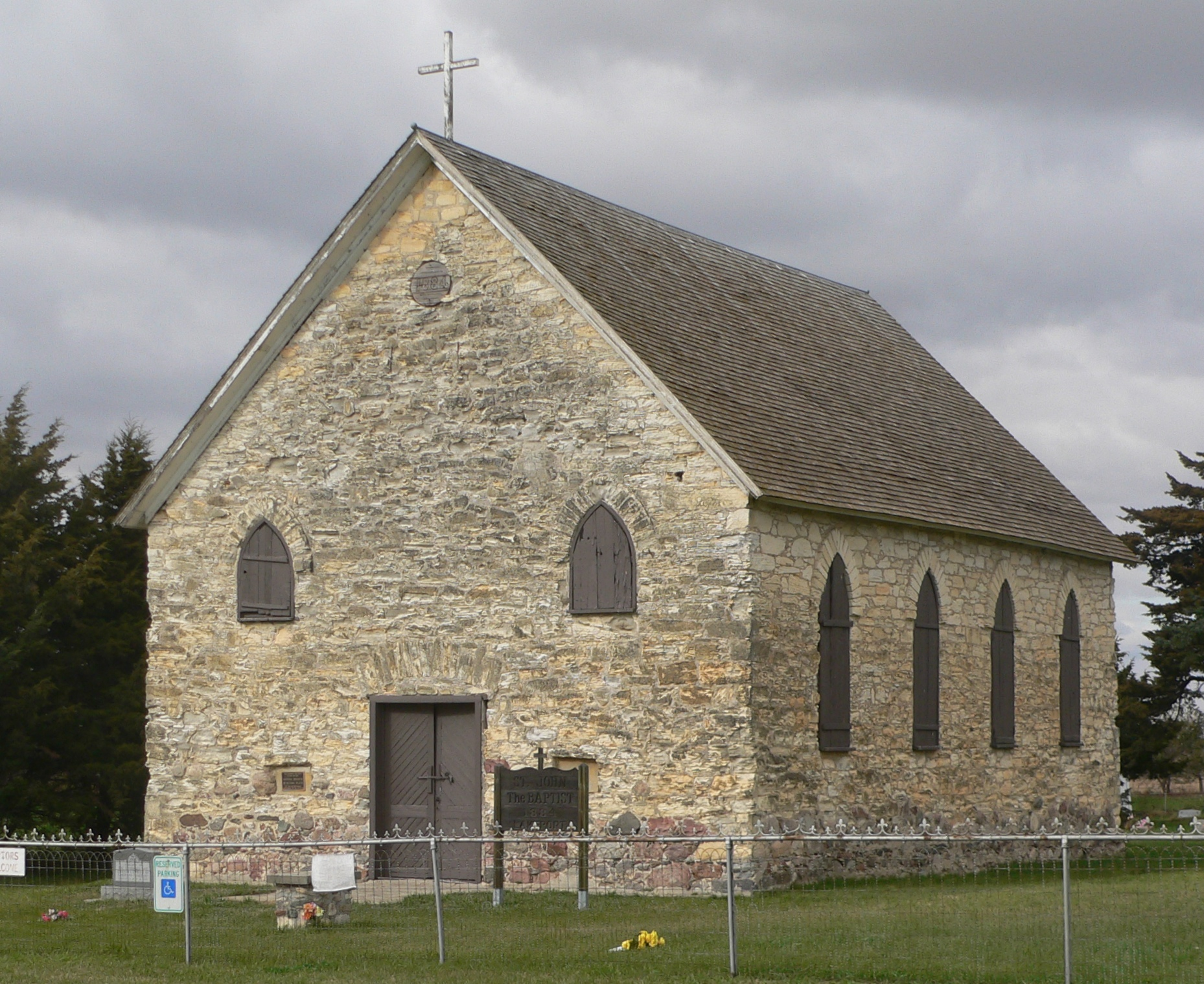
Die Old Catholic Church ist einer von 76 Einträgen des Countys im NRHP.

76 Bauwerke und Stätten des Countys sind im National Register of Historic Places (NRHP) eingetragen (Stand 9. August 2018).

## Städte und Gemeinden
Städte (cities):
- Yankton

Gemeinden (towns):
- Gayville
- Lesterville
- Mission Hill
- Utica
- Valleyview
- Volin

### Townships
Das County ist in neun Townships eingeteilt: Gayville, Jamesville, Marindahl, Mayfield, Mission Hill, Turkey Valley, Utica, Volin, Walshtown; und in zwei Unorganisierte Territorien: Southeast Yankton und West Yankton.